# Octodonta
Octodonta es un género de escarabajos  de la familia Chrysomelidae. En 1875 Chapuis describió el género. Contiene las siguientes especies:
- Octodonta affinis (Uhmann, 1935)
- Octodonta angulosa (Uhmann, 1931)
- Octodonta banguiensis (Uhmann, 1933)
- Octodonta depressa (Chapuis, 1875)
- Octodonta korthalsiae Gressitt, 1960
- Octodonta maffinensis Gressitt, 1957
- Octodonta nipae (Maulik, 1921)
- Octodonta subparallela Spaeth, 1936
- Octodonta surigaoana (Uhmann, 1933)